# Кроза, Пьер
Пьер Кроза (фр. Pierre Crozat; 1665, Тулуза — 1740) — французский финансист, меценат и коллекционер произведений искусства, входивший в круг избранных знатоков; представитель знаменитой семьи банкиров и меценатов Кроза, брат известного банкира и также коллекционера Антуана Кроза.

## Биография
Братья Кроза родились в Тулузе, Франция, в богатой семье банкиров. Около 1700 года они переехали в Париж и, выйдя из безвестности, стали двумя из самых богатых финансистов Франции. Пьера называли «Бедным Кроза» (Crozat le pauvre), чтобы отличать его от ещё более богатого брата.
Пьер Кроза был одним из самых выдающихся французских финансистов и коллекционеров; в 1704 году он стал казначеем короля, построил в Париже «Отель Кроза» на улице Ришельё и загородную резиденцию, замок Монморанси.
С 1714 года и до окончательного заключения сделки в 1721 году он являлся посланником регента Филиппа II, герцога Орлеанского, по вопросу приобретения в Риме коллекции произведений искусства королевы Кристины Шведской для будущей «Орлеанской коллекции». Его друг, скульптор Пьер Ле Гро Младший, проживавший в Риме, выступал посредником в переговорах.
Именно Пьер Кроза начал постепенно собирать коллекцию картин, рисунков старых мастеров и предметов искусства, называемую впоследствии «Кабинетом Кроза» (Cabinet Crozat). Его коллекция рисунков старых мастеров уже в начале XVIII века была одной из самых значительных во Франции. Среди живописных картин был «Автопортрет на мольберте» Аннибале Карраччи.
Парижский особняк Кроза на улице Ришельё представлял собой целый музей, заключавший в себе свыше 400 картин разнообразных школ живописи, богатую коллекцию античных статуй и бюстов, много других мраморных и бронзовых скульптур, собрание фарфоровых вещей и майолик, обширный кабинет резных камней, в котором насчитывалось до 1382 номеров, уникальную коллекцию рисунков знаменитых художников, в числе более чем 19 000 листов, собрание гравюр (до 2000 листов) и, наконец, библиотеку, насчитывавшую более 20 000 томов. Соперничать с этим собранием могла только коллекция герцога Орлеанского.
Друзья коллекционера, парижские художники, внесли свой вклад в оформление Отеля Кроза. Шарль де Ла Фосс, проживавший в Отеле Кроза в качестве гостя и скончавшийся там в 1716 году, расписал сводчатый потолок картиной «Рождение Минервы» и подарил несколько картин. Пьер Ле Гро, будучи гостем Кроза в 1715—1716 годах, расписал кабинет, а также капеллу в Монморанси. Антуан Ватто, главным покровителем которого был Кроза, написал цикл «Времена года» для украшения столовой.
В 1722 году историк и теоретик искусства, гравёр, издатель и коллекционер Пьер-Жан Мариетт познакомился с Пьером Кроза, составил каталог его выдающейся коллекции и приобрёл у Кроза несколько рисунков. Вместе с Кроза П.-Ж. Мариетт осуществлял знаменитое издание сборника гравюр, выполненных лучшими мастерами его времени с избранных картин и рисунков из собраний короля, герцога Орлеанского и самого Кроза под названием «Коллекция эстампов с лучших картин и рисунков, находящихся во Франции в Королевском собрании, а также в собрании герцога Орлеанского и других, разделённая по разным школам» (Recueil d’estampes d’après les plus beaux tableaux et d’après les plus beaux dessins qui sont en France, dans le cabinet du roi, dans celui de Mgr. le duc d’Orleans et dans d’autres cabinets, Париж, 1729—1742, 2т. in-f°; второе издание 1763, третье — 1776). Мариетт собственноручно гравировал и печатал многие иллюстрации.
Текст, написанный Мариеттом, включал описание коллекции, сделанное самим Кроза. Издателем был также Кроза, поэтому альбом, содержащий около ста восьмидесяти гравюр офортом и резцом (главное место занимали воспроизведения картин итальянских художников, в особенности Рафаэля и его школы) получил в истории искусства краткое название: «Кабинет Кроза» (Cabinet de Crozat). В издании в качестве гравёра принимал участие и граф де Келюс.
После смерти коллекционера принадлежавшее ему собрание рисунков, «одно из самых замечательных во всей мировой истории», было продано в 1741 году с аукциона, а вырученные деньги, согласно завещанию владельца, пошли на благотворительные цели в пользу бедных. Мишель Жаффе назвал это событие "крупнейшей когда-либо проводившейся распродажей рисунков".
Каталог этой продажи издан его другом Пьер-Жаном Мариеттом, который также приобрёл значительную часть рисунков. Значительная часть рисунков перешла в собственность шведского государственного деятеля и дипломата графа Карла Густава Тессина, и в настоящее время они находятся в стокгольмском Национальном музее Швеции. Собрание резных камней было полностью выкуплено герцогом Орлеанским, остальные художественные предметы перешли в наследство к старшему племяннику покойного, Луи-Франсуа Кроза, маркизу дю Шатель (1691—1750), после которого скульптурные произведения были распроданы, а картины и эстампы были разделены между двумя его братьями, Жозефом-Антуаном Кроза, маркизом де Тюньи (1699—1750), и Луи Антуаном Кроза, бароном де Тьером (1700—1777). Последний, третий племянник Пьера Кроза, был большой библиофил и собиратель произведений искусства. Получив в наследство часть коллекций своего дяди, он увеличил их собственными приобретениями и обладал библиотекой, содержавшей в себе свыше 4500 сочинений, 427 картинами различных школ и коллекциями скульптур и гравюр. Сыновей ни у одного из сыновей Антуана и племянников Пьера Кроза не было, а имущество разошлось по частным французским коллекциям. Из трёх дочерей барона Тьера от брака с графиней Монморанси-Лаваль две были замужем за маркизами из дома Бетюнов, а третья — за герцогом де Брольи, который стал фельдмаршалом на российской службе.
После смерти барона Тьера по поручению Екатерины II просветителю-энциклопедисту Дени Дидро, выполнявшему многие её поручения, при участии его друга литератора Фридриха Мельхиора Гримма и российского посла во Франции Д. А. Голицына, а также при посредничестве женевского коллекционера Франсуа Троншена (ранее он продал для Эрмитажа свою коллекцию) удалось в 1772 году договориться о приобретении без аукциона большей части картин из наследства Кроза для Картинной галереи Императорского Эрмитажа, условной датой основания которой считается 1764 год